# Machine Head/Diskografie
Diese Diskografie ist eine Übersicht über die musikalischen Werke der US-amerikanischen Thrash-Metal-Band Machine Head. Den Schallplattenauszeichnungen zufolge hat sie bisher mehr als 350.000 Tonträger verkauft. Ihre erfolgreichste Veröffentlichung ist das Album Burn My Eyes mit über 130.000 verkauften Einheiten.

## Alben

### Studioalben
| Jahr | Titel Musiklabel                                        | Höchstplatzierung, Gesamtwochen, AuszeichnungChartplatzierungen (Jahr, Titel, Musiklabel, Platzierungen, Wochen, Auszeichnungen, Anmerkungen) | Höchstplatzierung, Gesamtwochen, AuszeichnungChartplatzierungen (Jahr, Titel, Musiklabel, Platzierungen, Wochen, Auszeichnungen, Anmerkungen) | Höchstplatzierung, Gesamtwochen, AuszeichnungChartplatzierungen (Jahr, Titel, Musiklabel, Platzierungen, Wochen, Auszeichnungen, Anmerkungen) | Höchstplatzierung, Gesamtwochen, AuszeichnungChartplatzierungen (Jahr, Titel, Musiklabel, Platzierungen, Wochen, Auszeichnungen, Anmerkungen) | Höchstplatzierung, Gesamtwochen, AuszeichnungChartplatzierungen (Jahr, Titel, Musiklabel, Platzierungen, Wochen, Auszeichnungen, Anmerkungen) | Anmerkungen                                                |
| Jahr | Titel Musiklabel                                        | DE | AT | CH | UK | US | Anmerkungen                                                |
| ---- | ------------------------------------------------------- | --- | --- | --- | --- | --- | ---------------------------------------------------------- |
| 1994 | Burn My Eyes Roadrunner Records                         | DE35 (11 Wo.)DE | AT29 (2 Wo.)AT | — | UK25 Gold · (3 Wo.)UK | — | Erstveröffentlichung: 9. August 1994 Verkäufe: + 135.000   |
| 1997 | The More Things Change… Roadrunner Records              | DE22 (10 Wo.)DE | AT24 (8 Wo.)AT | — | UK16 (3 Wo.)UK | US138 (1 Wo.)US | Erstveröffentlichung: 25. März 1997                        |
| 1999 | The Burning Red Roadrunner Records                      | DE15 (10 Wo.)DE | AT22 (5 Wo.)AT | — | UK13 Silber · (1 Wo.)UK | US88 (2 Wo.)US | Erstveröffentlichung: 27. Juli 1999 Verkäufe: + 60.000     |
| 2001 | Supercharger Roadrunner Records                         | DE25 (8 Wo.)DE | AT33 (3 Wo.)AT | CH82 (1 Wo.)CH | UK34 (1 Wo.)UK | US155 (1 Wo.)US | Erstveröffentlichung: 2. Oktober 2001                      |
| 2003 | Through the Ashes of Empires Roadrunner Records         | DE24 (4 Wo.)DE | AT56 (2 Wo.)AT | CH80 (1 Wo.)CH | UK— SilberUK | US88 (1 Wo.)US | Erstveröffentlichung: 16. Dezember 2003 Verkäufe: + 60.000 |
| 2007 | The Blackening Roadrunner Records                       | DE12 (5 Wo.)DE | AT19 (6 Wo.)AT | CH29 (5 Wo.)CH | UK16 Gold · (3 Wo.)UK | US54 (2 Wo.)US | Erstveröffentlichung: 27. März 2007 Verkäufe: + 100.000    |
| 2011 | Unto the Locust Roadrunner Records                      | DE5 (6 Wo.)DE | AT6 (6 Wo.)AT | CH10 (6 Wo.)CH | UK43 (2 Wo.)UK | US22 (2 Wo.)US | Erstveröffentlichung: 27. September 2011                   |
| 2014 | Bloodstone & Diamonds Nuclear Blast                     | DE6 (4 Wo.)DE | AT6 (3 Wo.)AT | CH7 (3 Wo.)CH | UK18 (2 Wo.)UK | US21 (2 Wo.)US | Erstveröffentlichung: 7. November 2014                     |
| 2018 | Catharsis Nuclear Blast                                 | DE3 (6 Wo.)DE | AT3 (4 Wo.)AT | CH4 (4 Wo.)CH | UK12 (1 Wo.)UK | US65 (1 Wo.)US | Erstveröffentlichung: 26. Januar 2018                      |
| 2022 | Of Kingdom and Crown Nuclear Blast, Imperium Recordings | DE6 (7 Wo.)DE | AT6 (4 Wo.)AT | CH3 (3 Wo.)CH | UK27 (1 Wo.)UK | — | Erstveröffentlichung: 26. August 2022                      |
| 2025 | Unatoned Nuclear Blast, Imperium Recordings             | DE5 (1 Wo.)DE | AT3 (2 Wo.)AT | CH7 (2 Wo.)CH | UK71 (1 Wo.)UK | — | Erstveröffentlichung: 25. April 2025                       |

### Livealben
| Jahr | Titel Musiklabel                             | Höchstplatzierung, Gesamtwochen, AuszeichnungChartplatzierungen (Jahr, Titel, Musiklabel, Platzierungen, Wochen, Auszeichnungen, Anmerkungen) | Höchstplatzierung, Gesamtwochen, AuszeichnungChartplatzierungen (Jahr, Titel, Musiklabel, Platzierungen, Wochen, Auszeichnungen, Anmerkungen) | Höchstplatzierung, Gesamtwochen, AuszeichnungChartplatzierungen (Jahr, Titel, Musiklabel, Platzierungen, Wochen, Auszeichnungen, Anmerkungen) | Höchstplatzierung, Gesamtwochen, AuszeichnungChartplatzierungen (Jahr, Titel, Musiklabel, Platzierungen, Wochen, Auszeichnungen, Anmerkungen) | Höchstplatzierung, Gesamtwochen, AuszeichnungChartplatzierungen (Jahr, Titel, Musiklabel, Platzierungen, Wochen, Auszeichnungen, Anmerkungen) | Anmerkungen                             |
| Jahr | Titel Musiklabel                             | DE | AT | CH | UK | US | Anmerkungen                             |
| ---- | -------------------------------------------- | --- | --- | --- | --- | --- | --------------------------------------- |
| 2003 | Hellalive Roadrunner Records                 | DE62 (1 Wo.)DE | AT56 (1 Wo.)AT | — | — | — | Erstveröffentlichung: 11. März 2003     |
| 2012 | Machine Fucking Head Live Roadrunner Records | DE62 (1 Wo.)DE | AT56 (1 Wo.)AT | — | — | — | Erstveröffentlichung: 13. November 2012 |

## Singles
| Jahr | Titel Album                                         | Höchstplatzierung, Gesamtwochen, AuszeichnungChartplatzierungen (Jahr, Titel, Album, Platzierungen, Wochen, Auszeichnungen, Anmerkungen) | Höchstplatzierung, Gesamtwochen, AuszeichnungChartplatzierungen (Jahr, Titel, Album, Platzierungen, Wochen, Auszeichnungen, Anmerkungen) | Höchstplatzierung, Gesamtwochen, AuszeichnungChartplatzierungen (Jahr, Titel, Album, Platzierungen, Wochen, Auszeichnungen, Anmerkungen) | Höchstplatzierung, Gesamtwochen, AuszeichnungChartplatzierungen (Jahr, Titel, Album, Platzierungen, Wochen, Auszeichnungen, Anmerkungen) | Höchstplatzierung, Gesamtwochen, AuszeichnungChartplatzierungen (Jahr, Titel, Album, Platzierungen, Wochen, Auszeichnungen, Anmerkungen) | Anmerkungen                             |
| Jahr | Titel Album                                         | DE | AT | CH | UK | US | Anmerkungen                             |
| ---- | --------------------------------------------------- | --- | --- | --- | --- | --- | --------------------------------------- |
| 1994 | Old Burn My Eyes                                    | — | — | — | UK43 (2 Wo.)UK | — | Erstveröffentlichung: März 1995         |
| 1997 | Take My Scars The More Things Change…               | — | — | — | UK73 (1 Wo.)UK | — | Erstveröffentlichung: 24. November 1997 |
| 1999 | From this Day The Burning Red                       | — | — | — | UK74 (1 Wo.)UK | — | Erstveröffentlichung: 31. Oktober 1999  |
| 2001 | Crashing Around You Supercharger                    | — | — | — | UK89 (1 Wo.)UK | — | Erstveröffentlichung: September 2001    |
| 2004 | Days Turn Blue to Gray Through the Ashes of Empires | — | — | — | UK77 (2 Wo.)UK | — | Erstveröffentlichung: 2004              |

Weitere Singles
- 1994: Davidian
- 1997: Ten Ton Hammer
- 1999: Silver
- 2004: Imperium
- 2007: Aesthetics of Hate
- 2007: Now I Lay Thee Down
- 2007: Halo
- 2011: Locust
- 2012: Darkness Within
- 2014: Killers & Kings
- 2016: Is There Anybody Out There?
- 2017: Beyond the Pale
- 2017: Catharsis
- 2018: Bastards
- 2018: Kaleidoscope
- 2019: Do or Die
- 2020: Circle the Drain
- 2020: Civil Unrest
- 2020: My Hands Are Empty
- 2021: Arrows in Words from the Sky
- 2022: Choke on the Ashes of Your Hate
- 2022: Unhallowed

## Videoalben und Musikvideos

### Videoalben
| Jahr | Titel Musiklabel           | Anmerkungen                |
| ---- | -------------------------- | -------------------------- |
| 2005 | Elegies Roadrunner Records | Erstveröffentlichung: 2005 |

### Musikvideos
- 1995: Old
- 1995: Davidian
- 1997: Ten Ton Hammer
- 1997: Take My Scars
- 1999: From this Day
- 2001: Crashing Around You
- 2003: The Blood, The Sweat, The Tears
- 2003: Imperium
- 2004: Days Turn Blue to Grey
- 2007: Aesthetics of Hate
- 2007: Now I Lay Thee Down
- 2008: Halo
- 2008: Hallowed Be Thy Name
- 2011: Locust
- 2012: Darkness Within
- 2014: Now We Die
- 2017: Catharsis
- 2018: Kaleidoscope
- 2019: Do or Die
- 2020: Stop the Bleeding (feat. Jesse Leach)
- 2020: Circle the Drain (Akustikversion)
- 2020: My Hands Are Empty
- 2022: Choke on the Ashes of Your Hate
- 2022: Unhallowed

## Statistik

### Chartauswertung
|                     | DE     | AT     | CH    | UK     | US    |
| ------------------- | ------ | ------ | ----- | ------ | ----- |
| Nummer-eins-Alben   | DE—DE  | AT—AT  | CH—CH | UK—UK  | US—US |
| Top-10-Alben        | DE5DE  | AT5AT  | CH4CH | UK—UK  | US—US |
| Alben in den Charts | DE11DE | AT11AT | CH8CH | UK10UK | US8US |

|                       | DE    | AT    | CH    | UK    | US    |
| --------------------- | ----- | ----- | ----- | ----- | ----- |
| Nummer-eins-Singles   | DE—DE | AT—AT | CH—CH | UK—UK | US—US |
| Top-10-Singles        | DE—DE | AT—AT | CH—CH | UK—UK | US—US |
| Singles in den Charts | DE—DE | AT—AT | CH—CH | UK5UK | US—US |

### Auszeichnungen für Musikverkäufe
| Goldene Schallplatte - Australien - 2004: für das Album Burn My Eyes |

Anmerkung: Auszeichnungen in Ländern aus den Charttabellen bzw. Chartboxen sind in ebendiesen zu finden.
| Land/RegionAuszeichnungen für Musikverkäufe (Land/Region, Auszeichnungen, Verkäufe, Quellen) | Silber     | Gold     | Platin | Verkäufe | Quellen     |
| -------------------------------------------------------------------------------------------- | ---------- | -------- | ------ | -------- | ----------- |
| Australien (ARIA)                                                                            | —          | Gold1    | —      | 35.000   | aria.com.au |
| Vereinigtes Königreich (BPI)                                                                 | 2× Silber2 | 2× Gold2 | —      | 320.000  | bpi.co.uk   |
| Insgesamt                                                                                    | 2× Silber2 | 3× Gold3 | —      |          |             |